# غذاء وظيفي

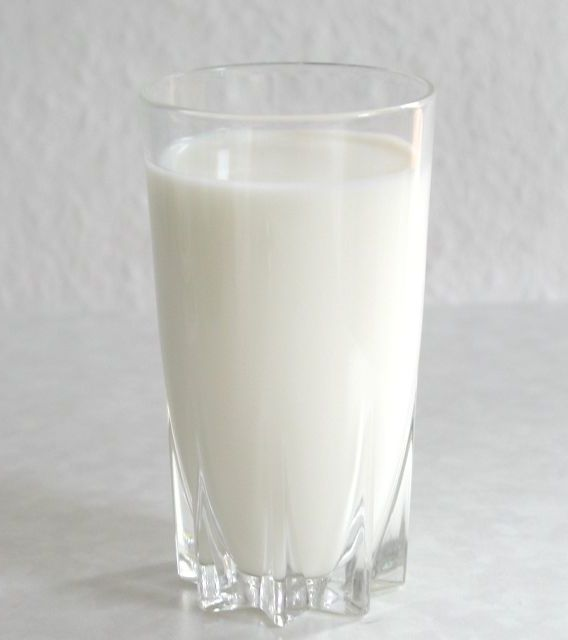

الغذاء الوظيفي هو الغذاء المُدعَّم  بوظيفة إضافية (غالبًا ما تكون مرتبطة بتعزيز الصحة أو الوقاية من المرض) عن طريق إضافة مكونات جديدة أو الإكثار من المكونات الموجودة.
هذا المصطلح قد يسري أيضًا على وصف النباتات المستولدة الصالحة للأكل، مثل البطاطا الأرجوانية أو الذهبية المدعمة بمكون الأنثوسيانين أو كاروتينويد، على التوالي. المشروبات، مثل القهوة، والشاي الأخضر، والشاي الأسود.البقوليات، مثل الفول المدمس، والعدس، وحمص الشام، والفاصوليا.الخضروات، مثل البروكلي، والسبانخ، والقرنبيط، والكوسة، والكرنب الفواكه، مثل الكمثرى، والكيوي، والخوخ، والتوت، والتفاح، والبرتقال، والموز.
تهدف الأغذية الوظيفية -بجانب الوظائف الغذائية الأساسية- إلى تحصيل فوائد فسيولوجية و/أو الحد من مخاطر الأمراض المزمنة، وقد تكون هذه الأغذية مماثلة في المظهر إلى المواد الغذائية التقليدية والمستهلكة كجزء من حمية منتظمة".تقي من أمراض سوء التغذية ، مثل الكساح، وتشوهات الأجنة، ومشاكل النمو التي تحدث بسبب أمراض الغدة الدرقية.

## الصناعة
تعتبرصناعة الأغذية الوظيفية -التي تشمل قطاعات الأطعمة، المشروبات والمكملات الغذائية- واحدة من عدة مجالات من الصناعات الغذائية التي تشهد نموًا سريعًا في السنوات الأخيرة. ويقدر أن السوق العالمية لصناعة الأغذية الوظيفية سوف تصل إلى 176.7 مليار دولار في عام 2013 بمعدل نمو سنوي إجمالي يقدربـ 7.4%. وسيشهد قطاع الأطعمة الغذائية الوظيفية على وجه الخصوص نموًا سنويًا إجماليًا بمعدل 6.9%، بينما قطاع المكملات الغذائية سينمو بمعدل 3.8% سنويًا في حين سيكون قطاع المشروبات الوظيفية هو الأسرع نموا بمعدل يصل إلى 10.8% سنويًا. يُدفع هذا النمو ليس فقط بسبب الابتكارات الصناعية وتطوير منتجات جديدة تلبي متطلبات الوعي الصحي للمستهلكين ولكن أيضا من خلال إثبات صحة الادعاءات بأن الأغذية الوظيفية  تغطي مجموعة واسعة من القضايا الصحية. ومع ذلك، يظل شك المستهلكين قائمًا بسبب أن الفوائد المرتبطة باستهلاك المنتجات قد يصعب التحقق منها. وقد تثبط المطالبات بالفحص الدقيق لبعض الأغذية الوظيفية بعض الشركات من إطلاق منتجاتها.

## الأغذية الوظيفية للحيوانات غير البشرية

### النحل
يمكن أن يحتوي العسل على مجموعة من المواد الكيميائية النباتية التي قد تساعد النحل على تحمل البرد، ومقاومة المبيدات الحشرية والالتهابات، وشفاء الجروح، وربما العيش لفترة أطول. ونظرًا للتنوع الزهري في مصادر حبوب اللقاح، فقد يكون لدى النحل القدرة على اختيار أصناف الرحيق التي لها سمات إيجابية للصحة.

## اقرأ أيضًا
- المشروبات الوظيفية
- الادعاءات الصحية على الملصقات الغذائية
- الغذاء الصحي
- الغذاء الطبي ، الأطعمة المعدة خصيصًا لعلاج الأمراض ذات الاحتياجات الغذائية الخاصة

## وصلات خارجية
- الأغذية الوظيفية: الصحة العامة في القرن ال21 نعمة أم شعوذة؟, مراجعة التنظيمات والطلب على الأغذية الوظيفية في اليابان, الولايات المتحدة والمملكة المتحدة (آذار / مارس 1999)